# Drosophila taipinsanensis
Drosophila taipinsanensis är en tvåvingeart som beskrevs av Lin och Tseng 1973. Drosophila taipinsanensis ingår i släktet Drosophila och familjen daggflugor.
Artens utbredningsområde är Taiwan.